# Adam Dutkiewicz
Adam Dutkiewicz, ofta kallad Adam D, född 4 april 1977, är en amerikansk trummis, gitarrist och musikproducent.
Adam Dutkiewicz spelade trummor i metalcorebandet Killswitch Engage då bandet först bildades 1999, men bytte sedan till gitarr inför Alive or Just Breathing-turnén 2002. Han har producerat samtliga gruppens album och även varit producent åt grupper som As I Lay Dying, Underoath, Parkway Drive, All That Remains och From Autumn to Ashes.

## Diskografi (urval)
Med Aftershock
- 1997 – Letters
- 2000 – Through the Looking Glass

Med Burn Your Wishes
- 2003 – Burn Your Wishes / The Awards (delad EP)

Med Killswitch Engage
- 2000 – Killswitch Engage
- 2002 – Alive or Just Breathing
- 2004 – The End of Heartache
- 2005 – (Set This) World Ablaze (live DVD)
- 2006 – As Daylight Dies
- 2009 – Killswitch Engage
- 2013 – Disarm The Descent
- 2016 – Incarnate

Med Times of Grace
- 2011 – The Hymn of a Broken Man

Som producent
- The Acacia Strain – ...And Life Is Very Long, 3750, The Dead Walk,
- All That Remains – Behind Silence and Solitude, This Darkened Heart, The Fall of Ideals, ...For We Are Many, A War You Cannot Win
- Arma Angelus – Where Sleeplessness Is Rest from Nightmares
- As I Lay Dying – An Ocean Between Us [4], The Powerless Rise [5]
- August Burns Red – Thrill Seeker
- Cannae – Horror
- From Autumn to Ashes – Too Bad You're Beautiful
- He Is Legend – I Am Hollywood
- Johnny Truant – In the Library of Horrific Events
- Norma Jean – Bless the Martyr and Kiss the Child
- Parkway Drive – Killing with a Smile, Horizons
- Shadows Fall – Somber Eyes to the Sky, Fire from the Sky
- Underoath – Define the Great Line [6], Lost in the Sound of Separation [7]
- Unearth – The Stings of Conscience, Endless, The Oncoming Storm, The March, Darkness in the Light
- The Agony Scene – The Agony Scene
- The Devil Wears Prada – Dead Throne, 8:18